# Волошиновский, Иоахим Августович
Иоахим Августович Волошиновский (20 мая 1870 — 11 января 1945) — организатор массового кооперативного движения на Подолье, украинофил, литературный редактор, деятель налаживания украинско-польских отношений.

## Биография

### Ранние годы
Поляк по происхождению, Волошиновский происходил из обедневшей шляхетской семьи герба Баранек — после смерти отца унаследовал в Сербах (так тогда называлась Гонтовка) имение, на 1911 год, его площадь составляла всего 18 десятин.
В 1897 году в Гайсине с участием Волошиновского создано первое потребительское общество.
Благодаря его усилиям до 1917 года действовало 2000 потребительских обществ, по состоянию на 1913 год в рядах движения насчитывалось 22000 человек, и только за 1913 год совместными усилиями было сэкономлено более 140000 рублей.
В феврале 1906 года начал издавать в Могилёве-Подольском первый украиноязычный журнал Подолья — еженедельную газету «Мировая зарница» — популярное издание для крестьян. Печаталась сначала «ярыжкой» с большими, как в алфавите, буквами, но Борис Гринченко убедил его перейти на украинское правописание.
На страницах издания для крестьян публиковались самые разные по содержанию материалы — в 1909 году появился цикл статей про Швецию, Норвегию, Данию, Турцию. Хотя тираж был относительно небольшим — в 1909 году было издано 370 экземпляров, из них крестьянами 55 — несмотря на большую подписную цену издания — 3 рубля, однако тогда такие журналы зачитывались на сельских собраниях, то есть собственно один экземпляр был на все село. Издание всегда было убыточным и финансировалось меценатами, с декабря 1908 года выходило в Пеньковке, Ямпольский уезд.
Благодаря газете резко возросло количество потребительских обществ в Подольской губернии — в 1897—1905 годах их стало 23, в 1906—1908 — 187.
В начале 1909 года в Пеньковке — по его инициативе и при содействии — возникло первое районное объединение потребительских обществ для совместного снабжения. Однако общества, которые возникли и в соседних волостях, быстро исчезли — Пеньковское, Яланецкое и Вороновицкое — причиной стала плохая почтовая и железнодорожная связь, ожидание товаров могло длиться месяцами.
Волошиновский принимал участие в первом — 1909 года, и втором — 1911 — съездах потребительских обществ Подольской губернии.

### Киевский период
В 1911 году Волошиновский переехал в Киев, приобщился к киевской кооперативной жизни и продолжал выпускать — уже в Киеве — «Мировую зарницу». В то время работал в месячнике «Сплотчина».
Во второй половине 1913 года начал сотрудничество с киевским журналом «Dziennik Kijowski» («Киевский дневник») — выходил в 1905—1918 годах как выразитель интересов польских правых сил, со временем Волошиновский стал его редактором.
В конце 1913 года из-за недостатка средств и больших долгов он вынужден был прекратить издание «Мировой зарницы» и ликвидировать издательство.
В 1914 году основал собственный журнал «Slowo Kijewskie», однако уже в августе возглавил редакцию издания «Dziennik Kijowski» — работал до 1916 года. За короткое время ежедневный тираж газеты увеличился почти в два раза, газета существенно изменила облик — от откровенного обострения и пропольской пропаганды — перешла к толерантному освещению подобных вопросов польского национально-освободительного движения — в сочетании с призывом к совместной борьбы против Четверного военного союза.
В мае 1917 года Волошиновскому удалось восстановить в Киеве «Мировую зарницу», газета выходила до октября. В это время журнал в основном информировал о политических событиях, публиковал документы Временного правительства и Украинской Центральной Рады, публицистические статьи, которые объясняли крестьянам политические вопросы.
Разговаривал он на украинском языке лучше чем украинец и учил литературному языку не одного украинского министра. Это была «своя» фигура, всюду уважаемая, традиционный и верный друг Украины.Генрик Юзевский
В конце 1918 года был закрыт «Dziennik Kijowski».
Был у меня И. Волошиновский, просил спасать его «Дзенник Кійовські», закрытый новой властью. Видимо, из-за ошибки или безголовья, потому что, закрывая тот «Дзенник», который стоял на платформе самостоятельности Украины, новая власть перестала издавать орган «вшех поляков» в Киеве, к той самостоятельности относились негативно. Надо бы было сделать наоборот.Дмитрий Донцов (21 декабря 1918)
Весной 1920 года Волошиновский был в Каменце-Подольском, тогдашней столице УНР. Там завёл знакомство с подольскими украинцами, интересовался их настроениями и отношением к Варшавскому договору. После отступления польских войск, вероятно, вместе с ними добрался до западной Волыни.

### Вторая Речь Посполитая
Во времена Второй Речи Посполитой Волошиновский жил в Луцке, был активным общественным и политическим деятелем; директором Союза кооперативов «Гурт» в Луцком уезде — туда вошли не только польские, но и украинские кооперативы — после отделения их от центра галицких кооперативных учреждений стал директором Ревизионного союза украинских кооперативов во Львове.
В 1927 году занял должность руководителя издания «Przegladu Wołyńskiego» (Волынский обзор), с 1928 года — депутат Польского сейма от Беспартийного блока сотрудничества, Ковельский округ. В сейме стал председателем «Волынского парламентского круга». В марте 1928 года уволился с должности редактора для парламентской деятельности.
Вместе с писателем Модестом Левицким разработал и напечатал учебное пособие «Krotki kurs jezyka ukrainskiego w 10-ciu lekcjach» («Сокращённый курс украинского языка в 10-ти лекциях вместе с маленьким словарем известных выражений» — Луцк, 1928). Автор труда «Волынское воеводство в свете цифр и фактов» — 1929, Луцк.
В сентябре 1929 года сложил полномочия депутата сейма, по рекомендации Юзевского принят начальником отдела самоуправления управы Волынского воеводства. Первым шагом на посту были меры по кредитованию крестьянства, в декабре был созван съезд делегатов волынских гминных ссудо-сберегательных касс. Ему удалось соединить разделённые кредитные учреждения воеводства — это позволило создать «Волынский союз коммунальных кооперативных организаций кредитных и хозяйственных», который начал свою деятельность с декабря 1929 года.
В конце 1932 года уволился с государственной должности и целиком погрузился в кооперативную деятельность. В марте 1933 года в Луцке на общем собрании был создан отраслевой краевой центр потребительской кооперации «Гурт».
На протяжении 1933—1934 годов Волошиновский с В. Мачушенко и А. Герасименко посетили все уездные города воеводства и много гминных городков, где провели кооперативные вече, итогом стало основание 18 «районовок» с 61 отделением.
20 октября 1934 года в Луцке участники съезда представителей 15 «районовок» подписали учредительный договор и утвердили устав союза. 6 декабря министр финансов утвердил устав «Гурта», предоставляя ему права «ревизионного союза».
В 1935—1938 годах Волошиновский — сенатор. В 1935 году добился в министерстве финансов средств для союза на ликвидацию задолженности кооперативов в обременительных товарных кредитах.
К концу 1936 года «Гурт» создал 27 районных кооперативов со 120 магазинами.
Смерть маршала Пилсудского в мае 1935 года прервала политику прометеизма. Юзевский — волынский воевода — больше не имел возможности откровенно поддерживать культурно-просветительские и политические украинские организации.
Новый воевода, генерал Александр Гауке-Новак, в 1938 году усилил давление на украинские организации, началась активная полонизация экономической и культурной жизни воеводства; вместо украинского народа возникло «русское население». Под давлением властей в конце 1938 года Волошиновский вынужденно провёл переговоры о слиянии «Гурта» с польским кооперативным союзом «Звйонзек», в январе 1939 года покинул Волынь.
Во время немецкой оккупации жил в Варшаве. После варшавского восстания, уже будучи очень больным человеком, он уехал в Краков, где и умер 11 января 1945 года.

## Память
В Винницком кооперативном институте существует Музей истории потребительской кооперации Винничины. В одном из разделов экспозиции представлены сведения о жизни и деятельности Иоахима Волошиновского.
3 июля 2007 года в селе Гонтовка, Черновицкий район, установлена памятная мемориальная доска, в помещении Гонтовськой средней школы действует музей Волошиновского.